# Lecionário 1685
O Lecionário 1685 (designado pela sigla ℓ 1685 na classificação de Gregory-Aland) é um antigo manuscrito do Novo Testamento, paleograficamente datado do Século XV/XVI d.C.[a]
Este codex contém algumas lições dos evangelhos de Mateus, Marcos, Lucas e João (conhecido como Evangelistarium), dos Actos dos Apóstolos e das Epístolas gerais (conhecidos como Apostolos), com algumas lacunas.[a]. Foi escrito em grego, e actualmente se encontra no Museu da Bíblia da Universidade de Münster.